# Raadhuis van Balk
Het raadhuis van Balk is het voormalige gemeentehuis van de gemeente Gaasterland. Het monumentale gebouw staat op de hoek van de Dubbelstraat en de Raadhuisstraat in Balk. Het gemeentehuis van de nieuwe gemeente Gaasterland-Sloten staat aan de overzijde van de Dubbelstraat.

## Beschrijving
Het oude raadhuis (rechthuis) werd in 1615 gebouwd in opdracht van de toenmalige grietman van Gaasterland Obbe Obbes. De ankers aan de voorzijde van het gebouw verwijzen naar het bouwjaar. In 1836 kreeg het gebouw een nieuwe voorgevel. De ingang bevindt zich aan de noordoostzijde en is toegankelijk via een hoge trap met een bordes. Op het bordes bevinden zich, op de twee hoekpunten, schildhoudende leeuwen. Op het dak een dakruiter uit 1793 met een klok die in 1615 gegoten werd door de klokkengieter Gerard Koster. Het oude raadhuis is erkend als rijksmonument. Het gebouw werd in 1912 gerestaureerd. In 1974 vond er een restauratie van de dakruiter plaats.

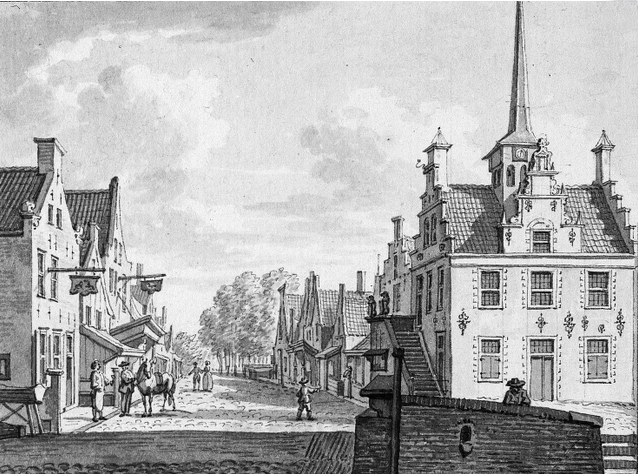
Het rechthuis van Balk, waterverfschilderij door Jan Bulthuis omstreeks 1785
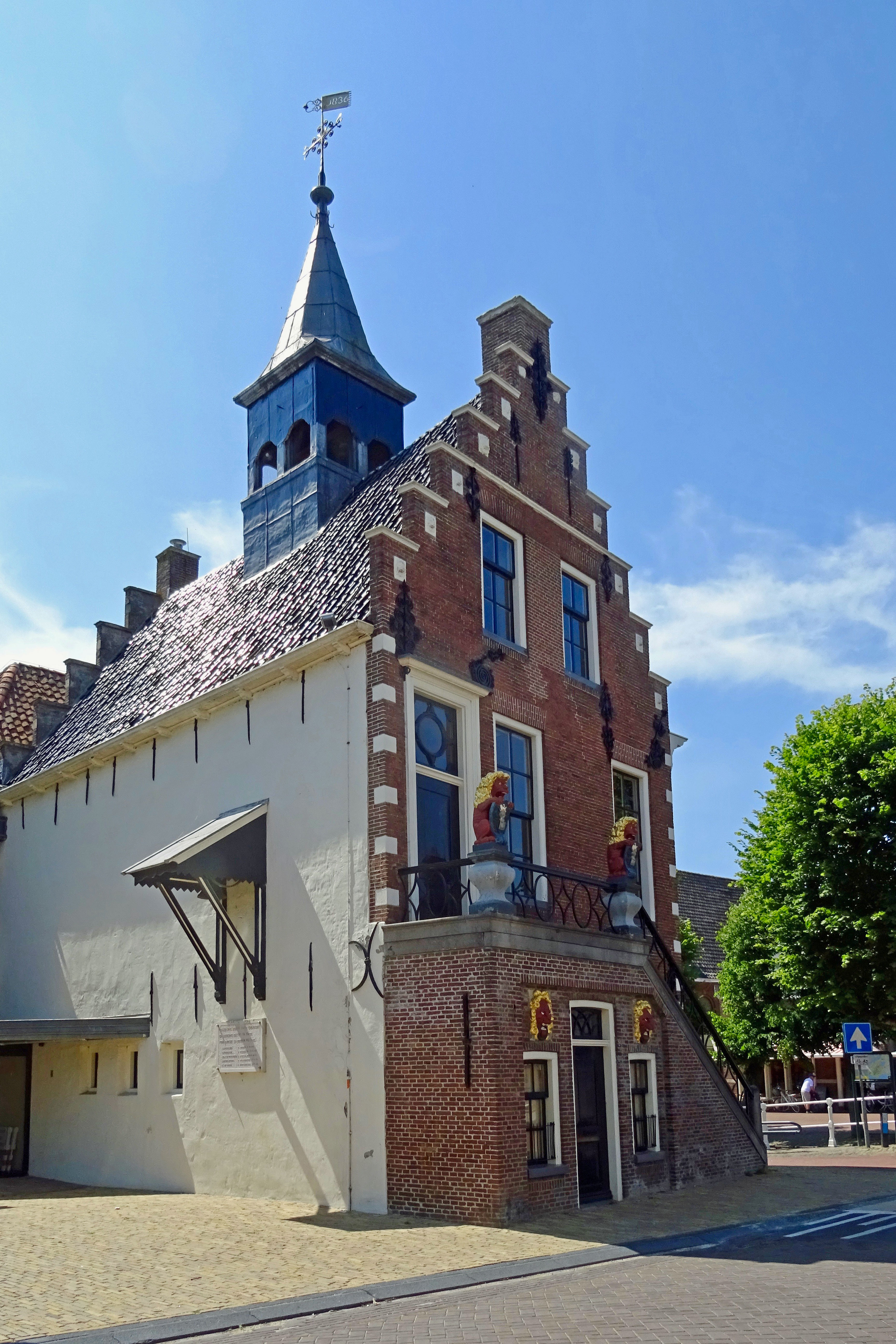
Zuidzijde van het raadhuis met het oorlogsmonument